# Brieven van Petrus
De Brieven van Petrus zijn de epistels die door de apostel Petrus zouden zijn geschreven.

## Canoniek
1. Eerste brief van Petrus (1 Petrus)
2. Tweede brief van Petrus (2 Petrus)

De twee brieven in het Nieuwe Testament worden gerekend tot de katholieke brieven (of: algemene brieven). De consensus is dat de eerste brief waarschijnlijk en de tweede brief zeker pseudepigrafisch is. Dat betekent dat ze in naam van Petrus zijn geschreven, maar niet door hemzelf.

## Niet canoniek
1. Brief van Petrus aan Filippus
2. Brief van Petrus aan Jakobus in de Pseudo-Clementijnse roman

De twee niet canonieke brieven zijn zeker geschreven nadat Petrus was overleden. De brief aan Filippus werd rond het jaar 200 geschreven. De Pseudo-Clementijnse roman wordt gedateerd op de 2e tot 4e eeuw.

## Andere werken toegeschreven aan/over Petrus
1. Evangelie van Petrus
2. Handelingen van Petrus
3. Handelingen van Petrus en de Twaalf Apostelen
4. Openbaring van Petrus
5. Gnostische Openbaring van Petrus